# نيكلاس بيك
نيكلاس بيك (بالألمانية: Niklas Beck) هو لاعب كرة قدم ليختنشتاني، ولد في 25 مارس 2001 في فادوتس في ليختنشتاين.

## وصلات خارجية
- نيكلاس بيك على موقع الاتحاد الدولي (مؤرشف)  (الإنجليزية)
- نيكلاس بيك على موقع الاتحاد الأوربي (الإنجليزية)
- نيكلاس بيك على موقع قاعدة بيانات كرة القدم.إي يو (الإنجليزية)
- نيكلاس بيك على موقع ناشيونال فوتبول تيمز (الإنجليزية)
- نيكلاس بيك على موقع Soccerbase.com (لاعب) (الإنجليزية)
- نيكلاس بيك على موقع Soccerway.com (الإنجليزية)
- نيكلاس بيك على موقع عالم كرة القدم.نت (الإنجليزية)